# Heidulf Gerngross

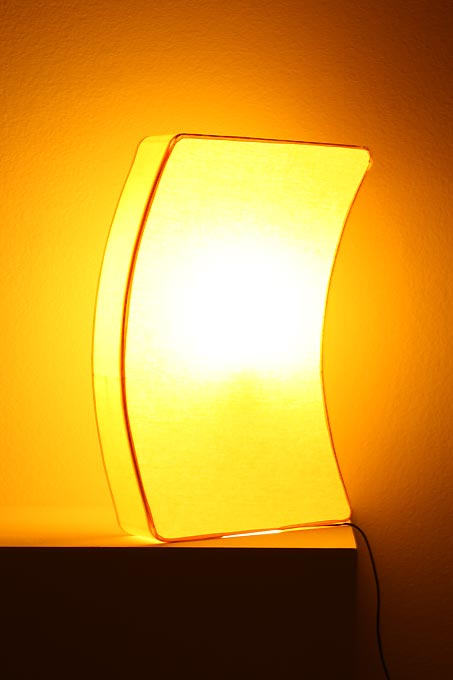
Lampe archiquantique, création pour la biennale d'Autriche de light art 2010.

Heidulf Gerngross (né en 1939 à Kötschach) est un architecte et artiste autrichien.

## Biographie
Après être sorti diplômé en architecture à Vienne et à Graz, il part étudier la peinture à Tokyo. Il poursuit ses études d'architecture à l'université de Californie à Los Angeles, où il obtient en 1971 un master de science en économie urbaine. En 1976, il fonde avec Helmut Richter un cabinet d'architecture et avec Robert Schwan un atelier d'artiste.
En 1995, il invente son concept d'Archiquant (de), une figure géométrique dont la largeur est égale à son rayon et leur profondeur correspond au nombre d'or. L'année suivante, il présente à Vienne des projets architecturaux et des œuvres d'après cette figure. En 2002, ses contributions casa privata et aula discorsiva sont présentées à l'Exposition internationale d'architecture de Venise en 2002. Le modèle architectural capella bianca est ensuite acheté par l'école des Arts appliqués de Vienne.
Depuis 2003, Gerngross est l'éditeur de la revue ST/A/R (de) ("Städteplanung, Architektur, Religion", c'est-à-dire "Urbanisme, Architecture, Religion").

## Source de la traduction
- (de) Cet article est partiellement ou en totalité issu de l’article de Wikipédia en allemand intitulé « Heidulf Gerngross » (voir la liste des auteurs).